# Edward Mandell House
Edward Mandell House (26. červenec 1858, Houston, Texas, USA – 28. duben 1938, New York, USA) byl diplomat, politik a prezidentský poradce ze Spojených států amerických.
Vystudoval Cornellovu univerzitu a angažoval se v Demokratické straně. Byl jedním z organizátorů prezidenta Woodrowa Wilsona a později Franklina Delano Roosevelta. Podílel se na vypracování Wilsonova projektu Organizace spojených národů.